# Museo della Pace di Hiroshima
Il Museo della Pace (広島平和記念資料館?, Heiwa Kinen Shiryōkan) è un complesso museale di Hiroshima, Giappone, sito presso il Parco della Pace ("Heiwa Kinen Koen").

## Storia
Fondato nel 1955, il museo, progettato da Kenzō Tange, nacque per ricordare la tragedia accaduta alla città di Hiroshima dieci anni prima, ovvero il bombardamento nucleare operato dagli statunitensi al termine della seconda guerra mondiale.
Nel gennaio del 2013 il curatore del museo Koichiro Maeda rese noto che negli archivi della Honkawa Elementary School di Hiroshima venne ritrovata la prima foto della deflagrazione atomica da terra, scattata mezz'ora dopo lo scoppio dell'ordigno a dieci chilometri dal luogo dell'impatto.

## La mostra permanente
Il museo è diviso in due parti, Ala Est e Edificio Principale: nella prima parte del complesso museale la mostra permanente illustra la vita nella città di Hiroshima prima e dopo il bombardamento nucleare del 6 agosto 1945, attraverso modelli, pannelli, video e la ricostruzione della cupola del Genbaku Dome, mentre nell'Edificio Principale sono esposti, oltre alla ricostruzione di un edificio con all'interno delle vittime sfigurate dalla bomba, i suppellettili delle vittime e materiale prelevato dalle macerie della città che attestano gli effetti dell'esplosione nucleare sulla città.
Un grande spazio dell'Edificio Principale è riservato alla figura di Sadako Sasaki, una bambina vittima delle radiazioni.

## Galleria d'immagini

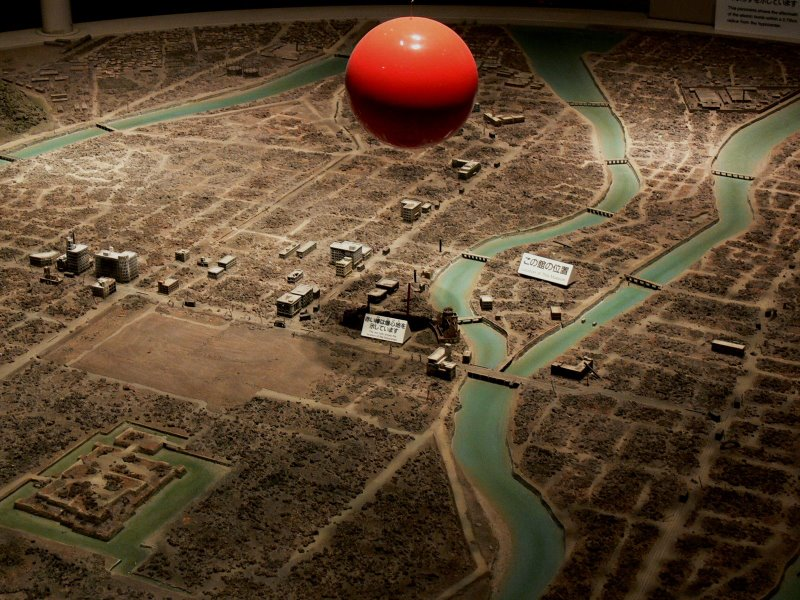
Modello in scala della città di Hiroshima dopo l'esplosione. La pallina rossa indica il punto dove è avvenuta l'esplosione
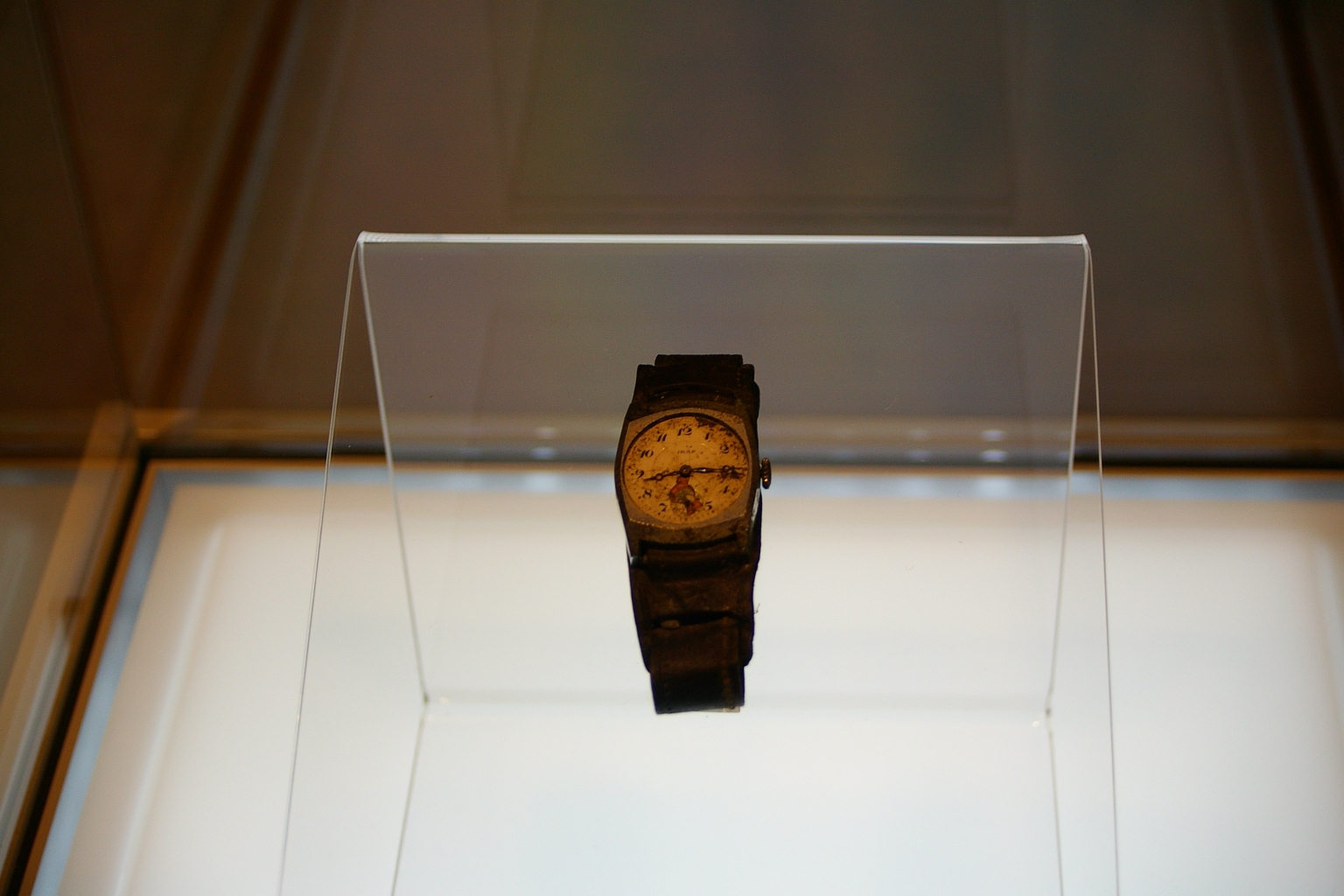
Un orologio fermatosi al momento dell'esplosione
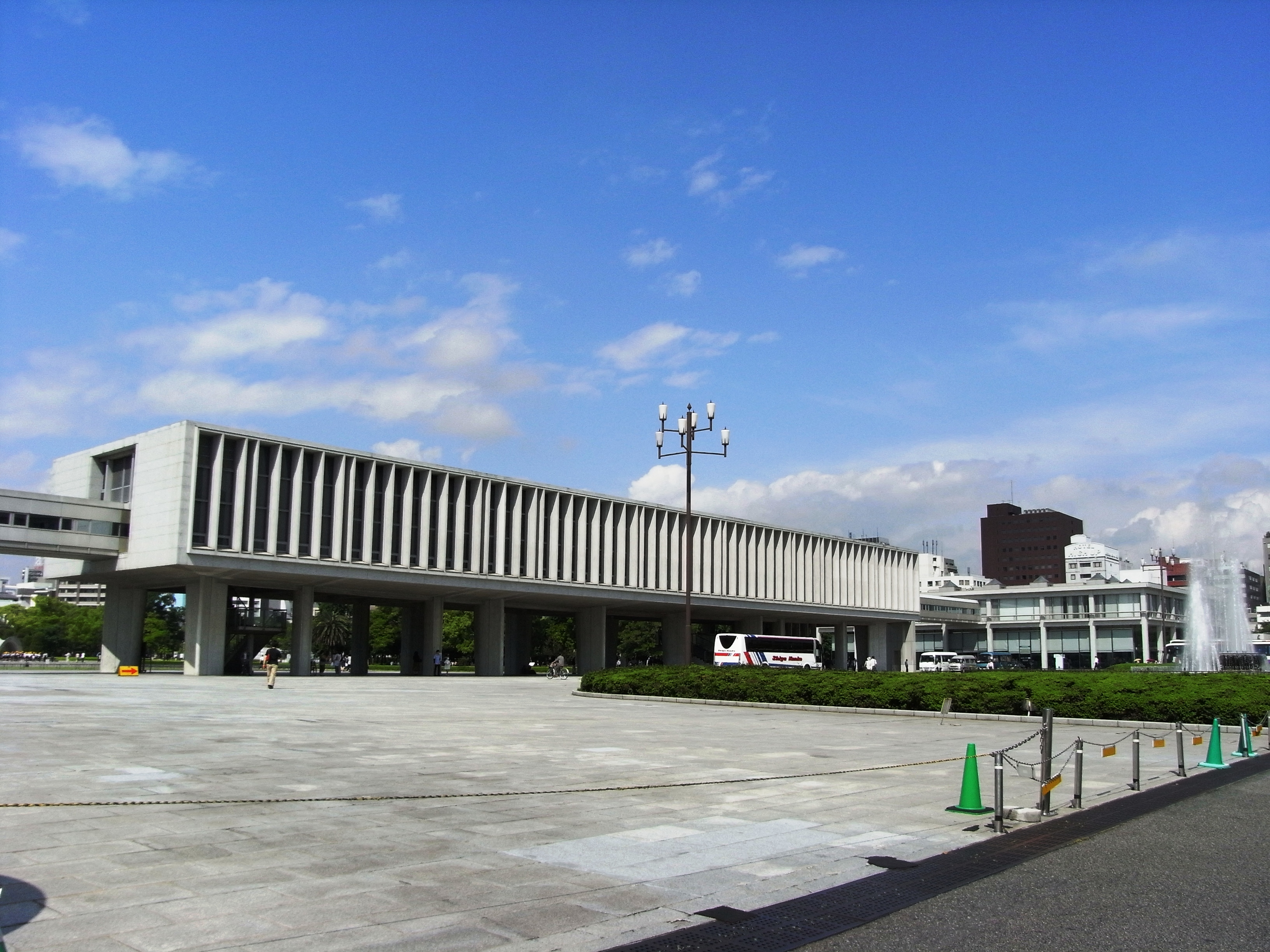
L'Edificio principale
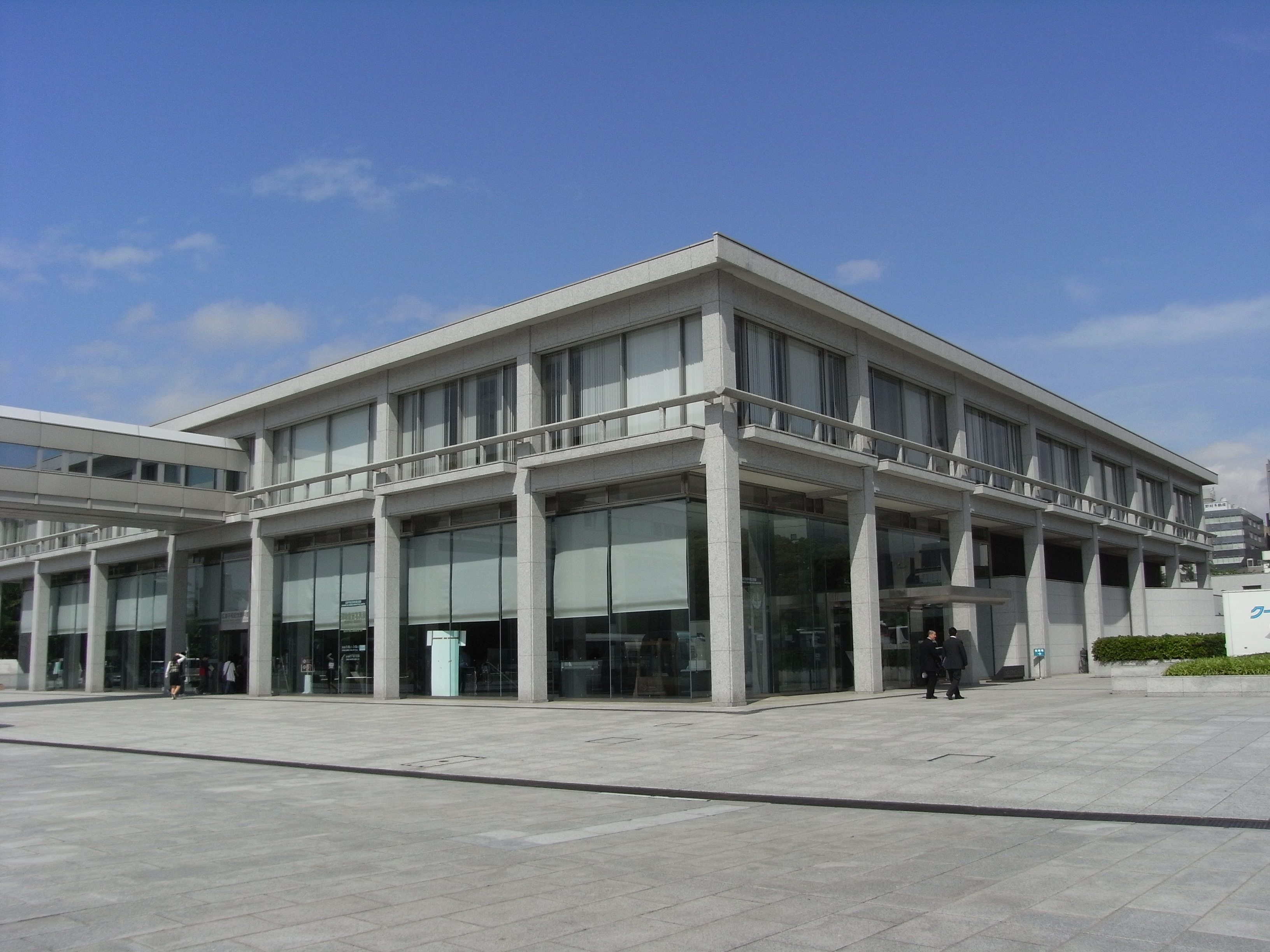
L'Ala est
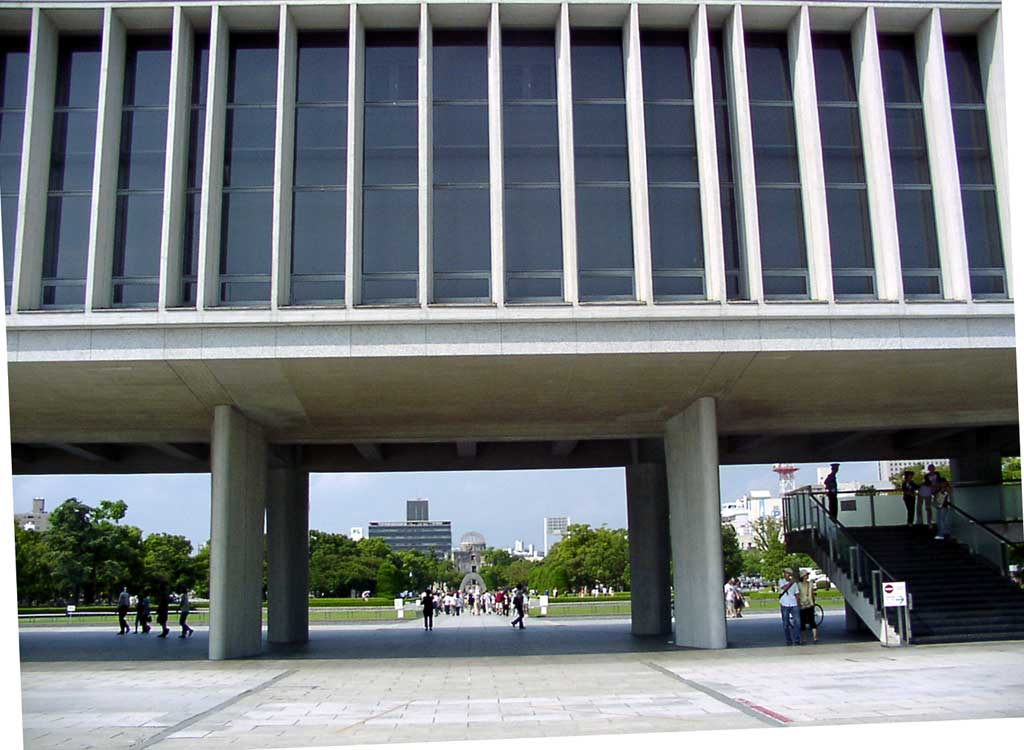
Visuale del parco della Pace con il Genbaku Dome sullo sfondo